# Вознесенка (Шегарский район)
Вознесенка — село в Шегарском районе Томской области. Входит в состав Баткатского сельского поселения.

## История
Основано в 1908. В 1926 году посёлок Вознесенский состоял из 68 хозяйств, основное население — белорусы. Центр Вознесенского сельсовета Богородского района Томского округа Сибирского края.

## Население
| 1926 | 2002 | 2010 | 2012 | 2013 | 2014 | 2015 |
| ---- | ---- | ---- | ---- | ---- | ---- | ---- |
| 370  | ↘290 | ↘274 | ↘270 | ↘265 | ↘255 | ↘254 |
| 2021 |      |      |      |      |      |      |
| ↗267 |      |      |      |      |      |      |